# Barāzārlū
Barāzārlū (persiska: Barāzānlū, برازارلو, برزانلو) är en ort i Iran.   Den ligger i provinsen Nordkhorasan, i den nordöstra delen av landet, 500 km öster om huvudstaden Teheran. Barāzārlū ligger 1 698 meter över havet och antalet invånare är 316.
Terrängen runt Barāzārlū är varierad. Runt Barāzārlū är det ganska glesbefolkat, med 27 invånare per kvadratkilometer. Närmaste större samhälle är Showqān, 7,5 km nordväst om Barāzārlū. Trakten runt Barāzārlū består i huvudsak av gräsmarker.